# Рейн Таагепера
Рейн Таагепера (англ. Rein Taagepera; 28 лютого 1933, Тарту) — американський та естонський політолог, професор Каліфорнійського університету в Ірвіні.

## Освіта
Народився в Тарту, Естонія, Таагапера, втік з окупованої Естонії в 1944 році. В Таагепера закінчив середню школу в Марракеші, Марокко, а потім вивчав фізику в Канаді і Сполучених Штатах. Він отримав ступінь доктора філософії з Університету штату Делавер в 1965 р. Працюючи в промисловості до 1970 року, він отримав ще в M.A. міжнародних відносин в 1969 році і перейшов на наукові кола як політолог з Каліфорнійського університету в Ірвіні, де він залишався протягом усієї своєї американської кар'єри.

## Політична кар'єра
Таагепера служив президентом Асоціації щодо поліпшення балтійських досліджень з 1986 до 1988. У 1991 році він повернувся до Естонії на підставі декана нової школи соціальних наук в університеті Тарту, який злився в повноцінний факультет в 1994 році, і де він став професором політології (1994—1998). У 1991 році він був членом Установчих зборів Естонії, а в 1992 році він балатувався як кандидат в президенти проти Арнолда Раутела (3-ій президент Естонської Республіки, 2001—2006) і Леннарт Мері (2-ий президент Республіки Естонія, 1992—2001), який переміг на виборах. Таагепера прийшов третім з 23 % голосів виборців. Пізніше Таагепера визнав, що одна з причин, чому він утік, не дивлячись на те, що мало шансів на перемогу, повинен був забрати голоси у Рюйтеля і, таким чином, допомогти Mepi піднятися до президентства. У 2003 році Таагепера погодився служити протягом півроку засновником і головою нової політичної партії, Res Publica, яка перемогла на загальних виборах у цьому році і очолив правлячу коаліцію під керівництвом прем'єр-міністра Юхан Партс до квітня 2005 року. Таагепера намагався утримувати партію більш-менш в середині спектра (Таагепера навіть припустив, що він був лівоцентристський політик). У 2005 році Таагепера залишив своє членство Res Publica, розчарований стилем керівництва партії і рухатися вправо (див його есе, Метеорні траєкторії). У квітні 2006 року Res Publica вирішили об'єднатись з національно-консервативню партією Pro Patria Union.

## Наукові роботи
Теоретична наукова робота Таагепера, яка в основному має справу з виборчими системами, в значній мірі кількісна і моделюванна в характері і сильно проінформована епістемологією свого попереднього поля, фізика. Кількісний підхід також є його загальне ставлення до політології як наукової дисципліни. Він недавно систематизував численні вклади в теорії виборничих систем в цілому, кількісні теоретичні рамки, виставлені в обсязі прогнозу розмірів партії: Логіка простих виборчих систем (2007).
Оригінальний гносеологічний і методологічний підхід Таагепера, який визначається як логічне кількісне моделювання, систематично представлений в останньому обсягу Making соціальних наук більше наукових. Необхідність прогнозування моделей (2008). Особливий інтерес представляє його дослідження в гіперболічного зростання світової системи.
Крім кількісного вивчення виборчих і партійних систем, Taagepera також опублікував кілька досліджень Естонії та історії Балтійського моря, політики і культури. Ці останні, з іншого боку, більш особисті і зайняти міцні нормативні позиції. Таагепера також написав нагородами шматки прози (особливо Livland-Leaveland в 1990 році був удостоєний премії Tuglas в тому ж році).

## Основні публікації
- Кількість місць і голоси: Ефекти і фактори, що визначають виборчі системи, 1989
- Естонія: Повернення до незалежності, 1993
- Країни Балтії: Роки залежності, 1940—1990, 2-й EDN. Тисячу дев'ятсот дев'яносто три, співавтор ISBN 0-520-08228-1
- У фінно-угорських республік і Росії стан, 1999.
- «Зорепад траєкторія: Res Publica партія в Естонії» (2006), демократизація 13 (1): 78-94.
- Прогнозування Партійні Розміри: Логіка простих виборчих систем, 2007 ISBN 0-19-928774-0
- Створення громадських наук Детальніше Scientific. Необхідність прогнозують моделей, 2008 ISBN 0-19-953466-7
- економна модель для прогнозування середньої тривалості кабінету на основі виборчої системи (з Allan Sikk), партії Політика, 2010 року.

## Визнання
Таагепера отримав Халлетт Американської асоціації політичних наук (1999) і Лонк (2003) Нагорода, а також Національна наукова премія Естонії, суспільствознавство Категорія (1999) і Джоен Скайтт премія в галузі політології 2008. Модель взаємодії технології населення. Загальні системи 21, 137—138; Taagepera, Райна (1979) Люди, навички та ресурси: модель взаємодії зростання населення світу. Технологічне прогнозування та соціальні зміни 13, 13-30.